# Naples (Utah)
Naples è un centro abitato degli Stati Uniti d'America situato nella contea di Uintah dello Stato dello Utah.
La popolazione era di 1,300 persone al censimento del 2000.

## Geografia fisica
Naples è situata a 40°25′58″N 109°29′54″W.
Secondo lo United States Census Bureau, ha un'area totale di 6,5 miglia quadrate (16,9 km²).

## Società

### Evoluzione demografica
Secondo il censimento del 2000, c'erano 1,300 persone.

### Etnie e minoranze straniere
Secondo il censimento del 2000, la composizione etnica della città era formata dal 98,46% di bianchi, lo 0,31% di nativi americani, lo 0,23% di altre razze, e l'1,00% di due o più etnie. Ispanici o latinos di qualunque razza erano il 2,85% della popolazione.